# Wadley (Alabama)
Wadley város az USA Alabama államában, Randolph megyében. 

## Népesség
A település népességének változása: